# Calolydella blandita
Calolydella blandita är en tvåvingeart som beskrevs av Wulp 1890. Calolydella blandita ingår i släktet Calolydella och familjen parasitflugor. Inga underarter finns listade.